# Bariszav
Bariszav (Барысаў, oroszul Борисов – Boriszov) járási jogú város Fehéroroszország Minszki területén, a Bariszavi járás székhelye. Minszktól 75 km-re északkeletre fekszik, a Moszkvába vezető M1-es autópálya mentén, a Berezina-folyó partján, a Szha-patak torkolatával szemben. Délről a Plisza-patak határolja. 2006-ban 150,1 ezer lakosa volt, ezzel a Minszki terület (és az ország 9.) legnépesebb városa. Közigazgatási területe 46 km².

## Történelem
Borisz Vszeszlavics polocki fejedelem alapította 1102-ben, róla kapta a nevét is. A 13. században már fontos kereskedelmi központ, ekkor kerül a Litván fejedelemség uralma alá. 1793-ban csatolták Oroszországhoz. 1812 telén Napóleon Moszkva felől visszavonuló csapatai a város közelében keltek át a Berezinán súlyos harcok közben. 
1871-ben épült meg a vasútvonal, mely megnövelte a település jelentőségét és utat nyitott a gazdasági fejlődésnek. 1918–1919-ben német, majd 1919. augusztus 19. és 1920. május 25. között német majd lengyel megszállás alatt volt, majd a BSZSZK része lett (az 1920-as években kerületi – okrug – székhely is volt). 1941. július 2. – 1944. július 1. között német megszállás alatt volt. A fasiszták a város környékén több haláltábort is létesítettek. 1959-ben 59,3 ezer lakosa volt. A régi városrész (Sztaroboriszov) a folyó bal (keleti) partján fekszik, a mai város legnagyobb része (Novoboriszov, Zalinyejnij, Pecsi városrészek) a jobb (nyugati) parton terül el.

## Gazdaság
Vegyipar (gyógyszer-, gumigyártás), kristályüveggyár, hangszerkészítés (zongora), fafeldolgozás (a Kirov-gyufagyár az egyik legnagyobb az országban, papírgyára többek között bankjegypapírt is előállít), szivattyúgyár. Villamosalkatrészgyártás (gépkocsikba és traktorokba), élelmiszeripar (tej- és húskombinát, makarónigyár, konzervgyár, sörgyár).
Folyami kikötő, vasútállomás a Minszk-Moszkva vonalon, közelében halad el az M1-es autópálya. Zsodzinán keresztül Minszkkel köti össze a P53-as autóút, míg a P67-es Plescsanyicivel (57 km) és Berazinóval (54 km) teremt összeköttetést.

## Nevezetességek
- Voszkreszenszkij-templom – az egykori piactéren (Torgovaja ploscsagy) található, 1874-ben épült oroszos stílusban, 6 hagymakupolával. Harangtornyát 1907-ben emelték.
- Szűz Mária-templom – eredetileg klasszicista stílusban épült 1806–1823 között, 1988–1990-ben építették újjá eredeti formájában.
- Vasúti pályaudvar 20. század eleji épülete.
- Egykori földvár romjai.
- A városalapító fejedelem emlékművét 2002-ben emelték a város alapításának 900. évfordulójára.
- Kereskedőházak a Lopatyin-utcában (1908).
- Nagyzsinagóga (20. század eleje).

## Híres lakosai
- Anatolij Csubajsz (1955) orosz politikus itt született.